# ديفيد تشادويك
ديفيد تشادويك (19 أغسطس 1943 في الهند - ) هو لاعب كرة قدم هندي (وحمل سابقاً جنسية الراج البريطاني) في مركز الوسط. لعب مع نادي بورنموث ونادي توركي يونايتد ونادي ساوثهامبتون ونادي غيلينغهام ونادي ميدلزبره ودالاس تورنايدو ونادي هاليفاكس تاون وفورت لودردايل سترايكرز وTacoma Tides ‏.

## وصلات خارجية
- ديفيد تشادويك على موقع قاعدة بيانات كرة القدم.إي يو (الإنجليزية)